# Juan Pedro Belza
Juan Pedro Belza Jaurrieta (ur. 3 lipca 1968, Vitoria) – hiszpański baseballista, który występował na pozycji prawozapolowego, olimpijczyk, medalista Mistrzostw Europy.
Belza zdobył brązowy medal Mistrzostw Europy 1991.
W 1991 roku uczestniczył w Pucharze Interkontynentalnym, gdzie Hiszpania zajęła 8. miejsce.
W 1992 roku, Belza uczestniczył w Letnich Igrzyskach Olimpijskich 1992 w Barcelonie, gdzie jego reprezentacja zajęła ostatnie, ósme miejsce. Wystąpił w sześciu meczach. Pięć razy podchodził do bazy domowej w celu odbicia piłki.